# 索埃马
索埃马是葡萄牙布拉干萨区的一个堂区。总面积10.91平方公里，总人口180人，人口密度16.5人/平方公里。